# Thami El Glaoui
Pour les articles homonymes, voir El Glaoui.
Thami El Mezouari El Glaoui (en arabe : التهامي المزواري الكلاوي), né en 1879 à Télouet où il est mort le 23 janvier 1956, parfois surnommé « La Panthère noire » en référence à ses origines éthiopiennes ou « le châtelain de Telouet », est l'un des plus célèbres pachas marocains.
Son nom de famille El Mezouari tire son origine d'un titre donné à l'un de ses ancêtres par Ismaïl ben Chérif en 1700. « El Glaoui » fait référence à la chefferie de la tribu des Glaoua — Berbères de la kasbah de Telouet dans le Haut Atlas et à Marrakech. El Glaoui succéda à la tête des Glaoua à la suite de la mort de son frère aîné El Madani. Allié du protectorat français au Maroc, il œuvra pour le renversement du sultan Mohammed V.

## Biographie
Thami est né en 1879 dans la famille Imzouren de la tribu des Aït Telouet, un clan des Glaoua du Sud.
Thami El Glaoui est le fils du caïd de Telouet Si Mohamed Ben Hammou, aussi connu sous le nom Tibibit, et de Zohra Oum El Khaïr, une esclave éthiopienne. Lorsque son père meurt le 4 août 1886, son fils aîné Si Mhamed lui succède puis meurt la même année. Après la mort de Si Mhamed, son frère Si Madani prend le pouvoir dont Thami devient le khalîf (l'assistant et suppléant).
À l'automne 1893, de retour d'une expédition de collecte de taxes, le sultan Moulay Hassan et son armée se retrouvent surpris par une tempête de neige. Madani vient à leur secours et le sultan reconnaissant lui offre des caïdats du Tafilalet jusqu'au Souss, ainsi qu'un canon Krupp 77 mm, unique arme de ce type au Maroc en dehors de l’armée impériale. Cet équipement va être décisif dans la supériorité des Glaoua face aux chefs de guerre rivaux.
En 1902, les forces Glaoui menées par Madani rejoignent l'armée impériale de Moulay Abdelaziz lors de l'expédition contre Bou Hmara. Lorsque le prétendant au trône dérouta les forces du sultan, Madani fut désigné comme bouc émissaire et humilié des mois durant à la cour avant d'être autorisé à rejoindre son fief. Il œuvra dès lors à la déposition de Moulay Abdelaziz réalisée en 1907 avec le couronnement de Abdelhafid ben Hassan (Moulay Hafid) qui, reconnaissant, nomma en 1909 Madani grand vizir. Ce dernier fait nommer Thami pacha de Marrakech.

## L'influence française
À la suite des règnes de Moulay Abdelaziz et Moulay Hafid, le Maroc se trouve ruiné[réf. souhaitée]. La situation entraîne d'abord des révoltes des populations[réf. souhaitée] puis une intervention de l'armée française protégeant ainsi ses ressortissant et ses intérêts économiques[réf. souhaitée]. La situation se détériorant, les Glaoua furent désignés comme responsables. Le sultan accuse d'abord Madani de retenir des taxes, et déchoit en 1911 les Glaoua de titres et responsabilités.
En 1912, le sultan est forcé de signer le Traité de Fès, qui en échange de protection du sultan face à ses opposants signe l'organisation du protectorat Français sur l'empire Chérifien. Cet évènement est mal reçu par la population (voir Journées sanglantes de Fès), et cette même année, Moulay Ahmed El Hiba prit le contrôle de Marrakech en demandant la prise en otage de tous les chrétiens de la ville au pacha Driss Mennou (remplaçant Thami). Ces derniers prennent refuge chez Thami qui les livre, excepté un sergent qu'il cache et à qui il donne un moyen de communication avec l'Armée française.[réf. souhaitée]
El Hiba est affaibli par les forces françaises, Driss Mennou passe à l'offensive et libère les otages qui retournent chez Thami afin de récupérer leurs affaires. L'armée française les trouvant chez Thami conclu que lui seul les a libéré et le nomme pasha de Marrakech. Thami, réalisant que les français représentent le pouvoir en place, s'aligne. Il participe dès lors à la pacification du Maroc pour le compte du protectorat français.[réf. souhaitée]

## Le seigneur de l'Atlas
En 1917, il participe à la colonne du Sous pour venger la mort du pacha de Taroudant, Haïda Ou Mouis. À la tête d'une colonne militaire menée par le général de Lamothe, il rejoint Tiznit où se trouve déjà le « capitaine chleuh », Léopold Justinard, et le caïd Taïeb el Goundafi.
À la mort de Madani en 1918, la France affirme, à travers le résident général Lyautey, son alliance avec Thami en le nommant seul hériter de la dynastie des Glaoui, excluant ainsi les fils de Madani de la succession légitime — à l'exception de Si Hammou, beau-fils de Madani qui reste Aglaw (caïd) de Telouet et son arsenal, jusqu'à sa mort en 1934.[réf. souhaitée]
Le palais de Telouet, résidence d'été d'El Glaoui (en dessous du col de Tichka, en arabe Tizi n'Tichka) est une kasbah luxueuse, en effet, dès 1920, tous les conduits électriques sont encastrés; Thami possède des troupeaux de chevaux (plus de cent), ânes, dromadaires, et moutons avec des bergers pour chaque espèce.
L'influence et la fortune de Thami ira grandissante. Sa position de pacha et son habileté lui valent des amis parmi les grands du monde. Il est souvent en visite dans les capitales européennes et ses invités à Marrakech incluent Winston Churchill, Colette, Maurice Ravel, Charlie Chaplin.[réf. souhaitée] Il assiste au couronnement de la reine Élisabeth II en tant qu'invité privé de Winston Churchill. Il offre en cadeau une couronne de bijoux et une dague sertie somptueuses qui sont refusées car Thami n'est pas considéré comme représentant d'un gouvernement.[réf. souhaitée]
Il tire sa fortune de ses terres, et de ses intérêts dans les mines et usines françaises. Sa fortune a été évaluée en son temps à 50 millions de dollars, soit 880 millions de dollars actuels.

## Collaboration avec les Forces françaises
En décembre 1950, il demande au sultan Mohammed V de ne plus suivre le Parti de l'Istiqlal favorable à l'indépendance du Maroc. El Glaoui se montre insolent à l'égard du sultan lors d'une audience et est interdit au Palais royal.[réf. souhaitée]

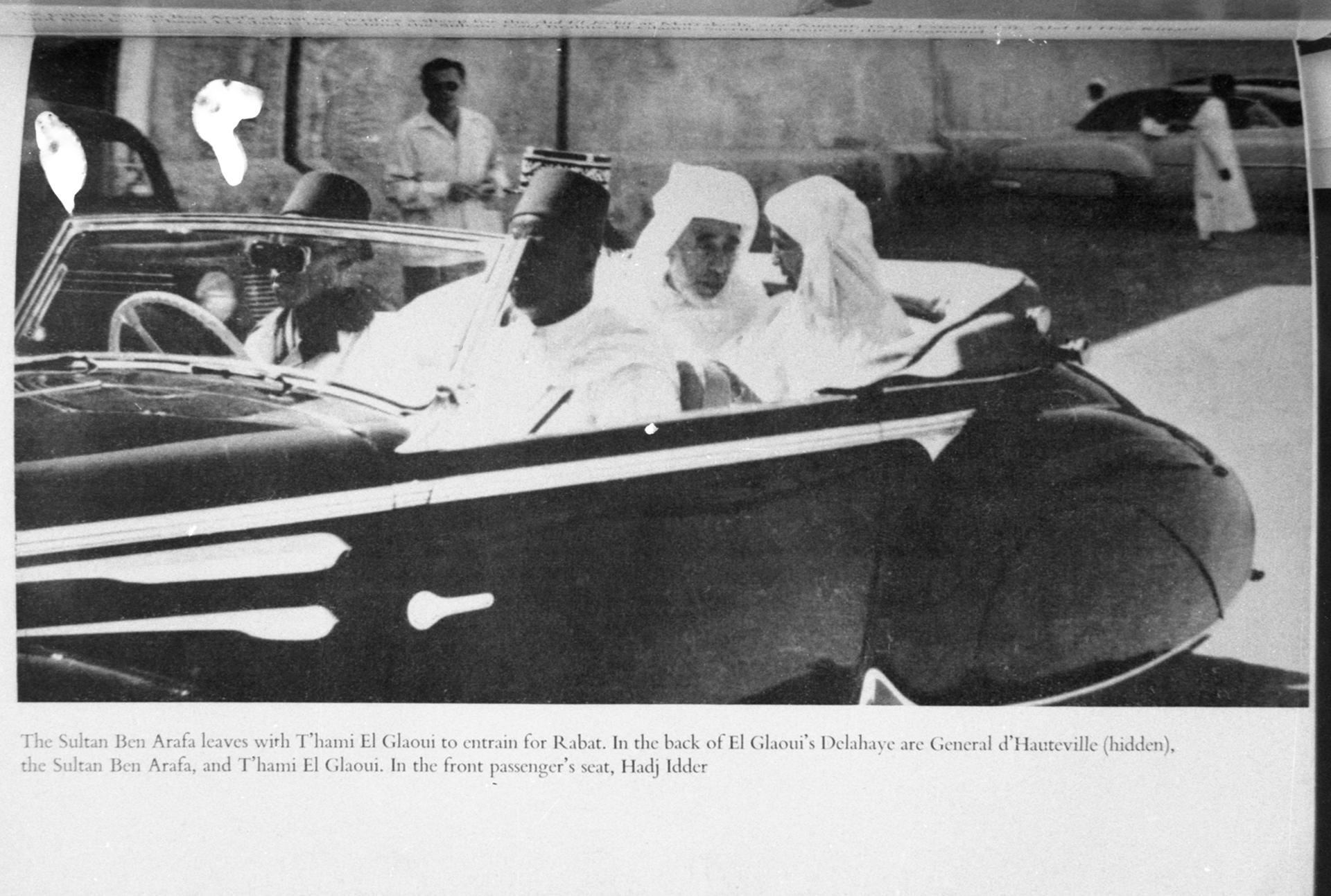
Thami El Glaoui et le sułtan Ben Arafa, à Rabat, dans les années 1950.

Le 20 mars 1953, Thami El Mezouari El Glaoui fait signer à vingt caïds une pétition demandant la déposition de Mohammed V.
Le 20 août 1953, tandis que Mohammed ben Arafa devient brièvement sultan, Mohammed V ainsi que le prince héritier Moulay Hassan (futur Hassan II) sont arrêtés et exilés en Corse puis à Madagascar.′
À leur retour d'exil, El Glaoui se soumet et meurt peu de temps après à Marrakech, des suites d'un cancer[réf. souhaitée], le 23 janvier 1956.

## Famille
Thami El Glaoui a eu onze enfants, huit fils et trois filles[réf. souhaitée], dont Si Brahim El Glaoui, époux de l'auteure et réalisatrice Cécile Aubry.
D'une part de ses deux épouses : Lalla Zineb El Mokri est la mère de ses fils Hassan El Glaoui, futur artiste peintre, et Abdessadeq, qui deviendra président de la Cour des comptes pendant le règne d'Hassan II[réf. souhaitée] ; Lalla Fadna est la mère de sa fille Khaddouj et de son fils Mehdi, lieutenant au 3e régiment de spahis marocains du corps expéditionnaire français en Italie du maréchal Juin, mortellement blessé en mai 1944 dans son char dans le village de Ceccano[réf. souhaitée].
D'autre part de ses trois concubines : Lalla Kamar Torkia a eu quatre fils, Abdellah, Ahmed, Madani et Brahim, futur père de l'acteur Mehdi (par l’actrice, romancière et réalisatrice Cécile Aubry) ; Lalla Nadida a eu un fils, Mohammed, et une fille, Fattouma ; Lalla Zoubida a eu une fille, Saadia. Les deux premières étaient des musiciennes turques ayant intégré son harem.
Par son fils l'artiste peintre Hassan El Glaoui, il est le grand-père de Touria El Glaoui, fondatrice de la foire 1:54 d'art contemporain et africain.

### Vidéographie
- (en) « Funeral of El Glaoui » [vidéo], sur britishpathe.com, 1955.